# 유숩 칼라

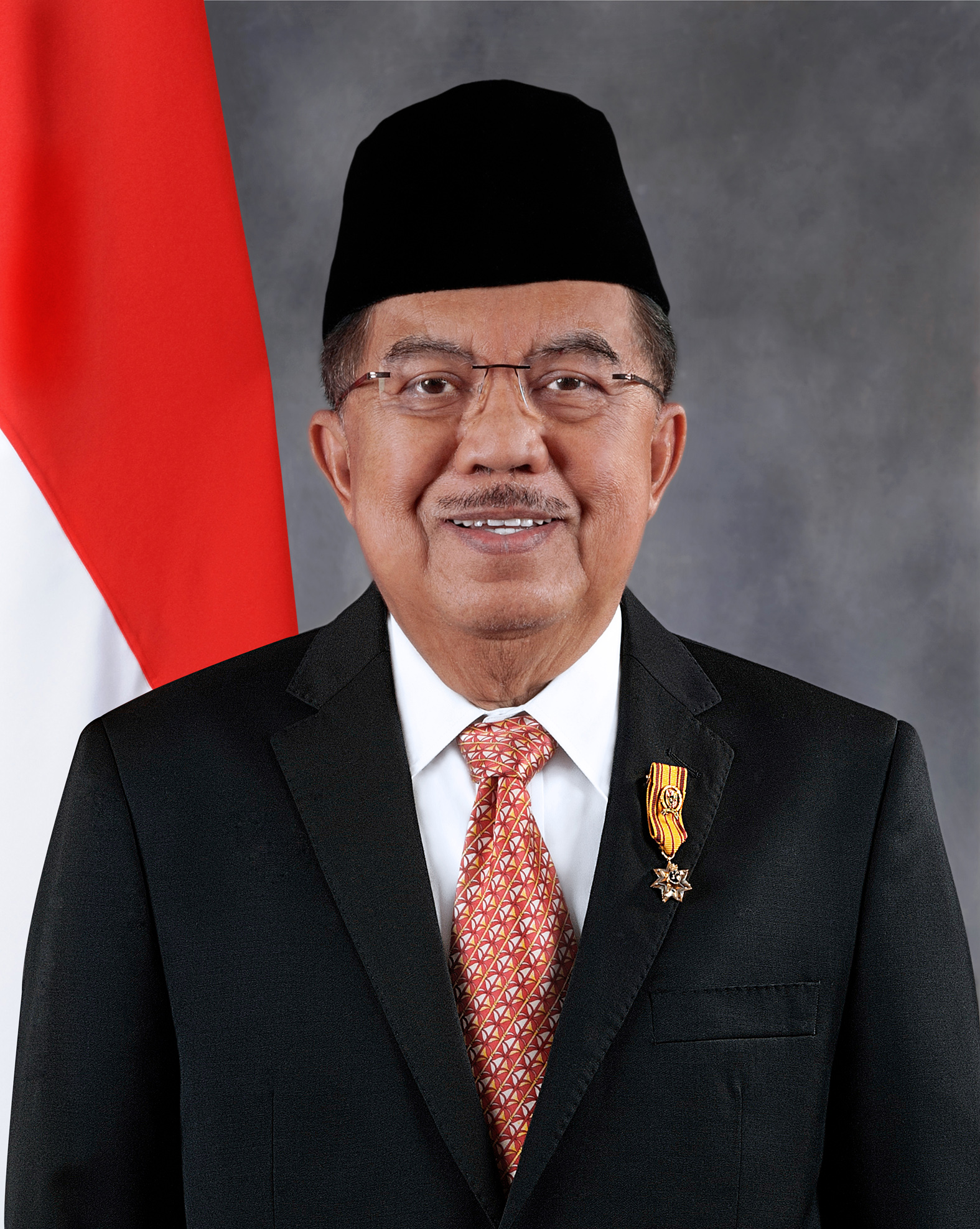
유숩 칼라

유숩 칼라(인도네시아어: Jusuf Kalla)는 인도네시아의 정치인으로, 2004년부터 2009년까지 인도네시아의 부통령으로 재직하였다. 2014년 대통령 선거에 민주항쟁당 조코위 후보의 러닝메이트로 출마, 당선되었다.

## 역대 선거 결과
| 선거명      | 직책명              | 대수 | 정당   | 득표율 | 득표수       | 결과 | 당락 |
| ----------- | ------------------- | ---- | ------ | ------ | ------------ | ---- | ---- |
| 2004년 선거 | 인도네시아의 부통령 | 10대 | 골카르 | 60.62% | 69,266,350표 | 1위  |      |
| 2009년 선거 | 인도네시아의 대통령 | 6대  | 골카르 | 12.41% | 15,081,814표 | 3위  | 낙선 |
| 2014년 선거 | 인도네시아의 부통령 | 12대 | 골카르 | 53.15% | 70,997,833표 | 1위  |      |